# Львовка (Нижегородская область)
Льво́вка — село в Большеболдинском районе Нижегородской области, в 8 км к югу от районного центра. 

## История владения
Земля, на которой расположено село Львовка, с XVII века входила в состав болдинской вотчины Пушкиных. 
Своё название Львовка получила по имени первого владельца, Льва Александровича Пушкина, деда поэта, основавшего поселение крепостных крестьян, выселенных из Болдина за различные провинности.
Во времена пребывания А. С. Пушкина в 30-е годы XIX века селение состояло всего из нескольких изб.
В 1837 году в целях улучшения экономического положения имения сюда была переселена часть крестьян из Большого Болдина, и село значительно расширилось.
Чуть позже, в 40-х — начале 50-х годов XIX века, после раздела болдинского имения, по указанию Натальи Николаевны Пушкиной здесь был построен барский дом и разбит парк. 
Владельцем Львовки стал сын поэта генерал Александр Александрович Пушкин, не раз посещавший своё имение.

## Население
| 1859 | 1916 | 1925 | 1989 | 1999 | 2002 | 2010 |
| ---- | ---- | ---- | ---- | ---- | ---- | ---- |
| 372  | ↗600 | ↘572 | ↘5   | ↗9   | →9   | ↘8   |

В прошлом население села было сравнительно многочисленным, так в 1916 году здесь проживало 600 человек. В настоящее время во Львовке на постоянной основе проживают всего 8 человек.
Гендерный состав
| Год             | 1859 | 1989 | 2002 | 2010 |
| --------------- | ---- | ---- | ---- | ---- |
| Население, чел. | 372  | 5    | 9    | 8    |
| Мужчины         | 181  | 1    | 5    | 5    |
| Женщины         | 191  | 4    | 4    | 3    |

## Достопримечательности

### Барский дом и усадебный парк
Объект экспозиции государственного литературно-мемориального и природного музея-заповедника «Болдино».
Главная достопримечательность села — двухэтажное здание барского дома, выполненное в едином архитектурном стиле с усадебным домом в Большом Болдине.
Барский дом с большим балконом и колоннами по фасаду был построен в середине XIX века, в то же время был заложен парк с аллеями из лип и берёз, окружающими усадьбу с трёх сторон.
В советские годы здание барского дома было отдано под местную школу, в конце XX века, находясь во владении Болдинского музея-заповедника, простаивало, наконец, 
в сентябре 2005 года, к 175-летию первой Болдинской осени, в бывшем барском доме львовской усадьбы Пушкиных был открыт музей героев «Повестей Белкина».
Выбор «Повестей Белкина» в качестве темы для оформления экспозиции львовского музея не случаен, поскольку окружащие Львовку пейзажи, сама усадьба с парком и двухэтажным барским домом, архитектура которого близка к традициям пушкинского времени, как нельзя лучше подходят к сюжетам «Повестей», места события которых разворачиваются в провинциальных дворянских имениях.
Экспозиция музея во Львовке занимает пять комнат, интерьеры которых стилизованы под кабинеты Ивана Петровича Белкина и графа, владельца богатого поместья из повести «Выстрел», комнату Лизы Муромской из «Барышни-крестьянки», комнату Марьи Гавриловны из «Метели». В завершении экспозиции — интерьер типичной для провинциальных дворянских усадеб первой трети XIX века гостиной.

### Церковь
В середине XIX столетия Львовка считалась деревней, так как в ней не было храма. Жители были приписаны к церкви Успения в Большом Болдине.
В начале XX века крестьяне деревни Львовка обратились в Нижегородскую епархию за разрешением построить деревянную церковь, но на деревенских землях удобного места для строительства не нашлось.
В очередной приезд барина А. А. Пушкина (он бывал во Львовке наездами) крестьяне обратились к нему с просьбой выделить землю под храм. 
Своим решением Александр Александрович отдал жителям часть усадебной земли, находившейся вблизи барского дома, но при условии, что церковь эта будет освящена в честь и святого и полководца Александра Невского.
Другим условием было то, что крестьяне прежде должны построить церковно-приходскую школу.
Со своей стороны Пушкиным было обещано оказывать материальную помощь при строительстве школы и церкви.
Церковь Александра Невского была освящена и открыта для прихожан Львовки в 1911 году. 
Служба в ней проходила до 1935 года. 
Перед войной церковь была закрыта, колокольня разобрана, перевезена в деревню Лобаски и использовалась как стройматериал.
Основная часть деревянного здания церкви с большим куполом сохранялась до 40-x — 50-x годов XX века и использовалась для хозяйственных нужд дирекцией восьмилетней школы, размещавшейся в бывшем барском доме.
В 1974 году здание бывшей церкви было передано во владение музея-заповедника А. С. Пушкина.

### Церковно-приходская школа
Инициатором постройки и открытия первой во Львовке церковно-приходской школы был А. А. Пушкин.
Под здание школы была выделена усадебная земля в районе второго сельского пруда. 
Деревянный дом был построен в 1904 году силами львовских крестьян, первой учительницей в школе стала Прасковья Герасимовна Погодина.
Церковно-приходская школа была закрыта в советское время, здание использовалось для различных нужд и сохранилось до наших дней. 
В 2008 году оно было отреставрировано, и в настоящий момент там воссоздана обстановка класса, где учились крестьянские дети. 
В комнате учительницы Погодиной оформлена выставка по истории реставрации львовской усадьбы Пушкиных.
Описание строения школы можно составить на основании воспоминаний старожилов и архивных документов.
Школа располагалась вдоль берега пруда, с юга на север, фасад со входом ориентированы на здание церкви.
Для входа в школу на восточной стене имелось крыльцо, крыша крыльца поддерживалась двумя простыми колоннами. 
Через коридор имелся черновой выход к пруду.
В школе две комнаты, посередине разделённые коридором. 
Большая по размеру правая классная комната предназначалась для обучения детей; помещение отапливалось печью, встроенной в стену. 
Левая комната меньше по размеру и принадлежала учительнице.

## Известные уроженцы
- Шумов, Пётр Петрович — Герой Советского Союза, участник Великой Отечественной войны, лейтенант.
- Пронягин, Пётр Георгиевич — Герой Социалистического Труда; инженер-строитель и руководитель главка «Химстрой», участник Атомного проекта СССР.